# Rodinná pouta
Rodinná pouta jsou český televizní seriál televize Prima, vysílaný v letech 2004–2006. Jedná se o vůbec první český „nekonečný“ seriál spadající do žánru mýdlové opery, ačkoliv první řadu lze díky uzavřenému narativu označit za telenovelu. Hlavním tématem jsou mezilidské vztahy, seriál se dotýká i každodenních problémů obyčejných lidí, proto si seriál získal obrovskou oblibu nejen mezi ženami. Ve své největší slávě seriál sledovalo každý týden pravidelně kolem dvou miliónů diváků.
Seriál se natáčel až do konce roku 2006, od roku 2007 se v natáčení pokračovalo dále, avšak již pod názvem Velmi křehké vztahy. Používání názvu Rodinná pouta bylo totiž soudně zakázáno. Spor o Rodinná pouta byl sporem dvou produkčních firem. První dvě řady seriálu vyrobila společnost Pro TV, třetí však Prima zadala firmě Etamp. To se Pro TV nelíbilo, a tak požádala soud o předběžné opatření, kterým by výrobu zakázal. Seriál pod novým názvem pokračoval i nadále na obrazovkách TV Prima, sledovanost byla ovšem mnohem nižší.
Rodinná pouta vyšla i knižně a byla vysílána i na slovenské televizní stanici TV JOJ pod názvem Rodinné putá.

## Děj

### První řada (2004–2005)
Seriál začíná, když se Adam Rubeš (Tomáš Krejčíř) vrátil ze studií v Anglii do České republiky. Začal pracovat v rodinné firmě Premier Glass, kde byl ředitelem jeho otec František (Jan Kačer) a zástupkyní Adamova sestra Andrea (Dana Morávková). Adam měl ještě dva sourozence – baletku Ivanu (Zdeňka Žádníková-Volencová), která byla již dvakrát rozvedena a z každého manželství měla jedno dítě. Pro syna a dceru se snažila najít nového otce, avšak marně. Posledním sourozencem Adama byl malíř Filip. Žil bohémským životem a své starosti utápěl v alkoholu. To se nelíbilo jeho ženě Marcele, se kterou čekal dítě. Celá rodina žila pohromadě v luxusní vile, o kterou se starala manželka Františka Jiřina (Lenka Termerová). Příběh symbolické dvojice Adama a Evy se začal rozvíjet v den, kdy Adam jel do malé vesnice nedaleko Prahy přesvědčit svého dědu, uznávaného veterináře Steinera, aby přijel na otcovu oslavu narozenin. Zde se v obchodě s potravinami setkal se studentkou Evou, do které se zamiloval. Eva jeho lásku opětovala, idylický pár narušovala pouze Adamova bývalá přítelkyně Simona (Alice Bendová), která se snažila získat Adama zpět. Simona ovšem nedokázala překazit lásku Adama a Evy, ta se navíc po čase přestěhovala k Rubešovým do vily, což mrzelo hlavně její matku, která žila sama. Eva se později dozvěděla, že byla adoptována. Začala proto hledat své pravé rodiče, v tom ji pomáhal bratr její kamarádky Markéty Ondřej, který pracoval u policie. Mezitím se ve firmě Premier Glass objevili Jan a Hynek Skálovi, přátelé Rubešových. Hynek (Miloslav Mejzlík), který Rubešovým pomáhal ve Švýcarsku, kde byl František Rubeš hospitalizován v nemocnici, pomohl Rubešovým odkoupením akcií firmy Premiér Glass a stal se tak jejím akcionářem. Jan (Saša Rašilov) byl jeho syn. Eva nakonec zjistila, že právě Hynek je její pravý otec a tudíž Jan její bratr. Ani to ale nezměnilo kladný vztah Evy ke své adoptivní matce, která se obávala, že jí Eva s nalezením vlastní rodiny opustí. Adam se s Evou na konci první série oženil a společně začali nový život ve Švýcarsku.

### Druhá řada (2005–2006)
Druhá série se věnovala lásce Jana Skály a Marie Boháčkové. Marie (Renata Prokopová-Visnerová) žila se svými rodiči, bratrem a babičkou v Kostelci nedaleko Prahy. Jejím velkým snem bylo vlastnit módní butik. Nenacházela ovšem pochopení u svého otce Iva Boháčka (Oldřich Navrátil), který by si přál, aby se jeho dcera věnovala pořádnému zaměstnání. Marie nakonec přijala zaměstnání uklízečky v módním salónu, který vlastnila Andrea Rubešová společně se Simonou Wágnerovou. Zde se také seznámila s Janem Skálou. Andrea si po čase všimla Mariina talentu a snažila se jí pomoci rozjet kariéru módní návrhářky. To se ale nelíbilo jejímu příteli Janovi. Andrea se totiž rozvedla se svým prvním manželem, se kterým zplodila dceru Kristýnu a vdala se za Hynka Skálu, spoluakcionáře firmy Premier Glass. Stala se tedy Honzovou náhradní matkou, on ovšem tušil, že Andrea plánuje převést celý majetek rodinné firmy Premier Glass pouze pro sebe. K tomu jí měl dopomoci právě Hynek Skála. Nakonec se tak stalo, Andrea se stála ředitelkou Premier Glass podvodem, se Skálou se rozvedla a její rodina jí za to odsoudila. Andrea měla za sebou ovšem ještě horší minulost, té si byla vědoma její bývalá sekretářka Regina, která ji postřelila v restauraci. Andrea skončila s vážným zraněním v nemocnici. Nevydržel ani vztah Jana a Marie, ta se s ním na konci druhé série rozešla.

### Třetí řada (2006)
Třetí série začala hledáním dědice majetku po zesnulé sestře Františka Rubeše Kateřině. Rozjelo se pátrání po potomkovi Jiřího, který byl bratrem Kateřiny a Františka. Jemu měla připadnout půlka dědictví, druhá půlka Rubešovým. V případě, že by se dědic nenašel, připadnul by celý majetek Andree. Ta se úspěšně vyléčila a začala si románek se svým doktorem Lukášem Kratochvílem. Rubešovým pomáhal hledat dědice právník Petr Černý (Daniel Bambas), který se zamiloval do nemocniční sestry Anny Peškové. Ti tvoří hlavní mileneckou dvojici třetí série. Příběh pokračoval v seriálu Velmi křehké vztahy.

## Obsazení
- Jan Kačer jako František Rubeš
- Lenka Termerová jako Jiřina Rubešová
- Tomáš Krejčíř jako Adam Rubeš
- Dana Morávková jako Andrea Lišková - Skálová
- Zdeňka Žádníková - Volencová jako Ivana Kučerová - Hrušková
- Zuzana Dřízhalová jako Marcela Rubešová
- Alice Bendová jako Simona Pražáková
- Tomáš Matonoha jako JUDr. Richard Sýkora
- Filip Čáp jako ing. Michal Málek
- Rudolf Máhrla jako MVDr. Karel Steiner
- Klára Jandová jako Eva Pokorná
- Miloslav Mejzlík jako Hynek Skála
- Roman Štolpa jako MUDr. Martin Liška
- Jan Révai jako ing. Robert Krátký
- Saša Rašilov jako Jan Skála
- Oldřich Navrátil jako Ivo Boháček
- Renata Prokopová-Visnerová jako Marie Boháčková
- Daniel Bambas jako Petr Černý
- Jiřina Jirásková jako teta Kateřina
- Hana Holišová jako Anna Pešková